# 주독 미국 해군
주독 미국 해군(United States Naval Forces, Germany (USNAVFORGER))는 제2차 세계 대전 말기, 1944년 12월 15일부터 냉전 초기, 1957년 6월 20일까지 존재했던 지역 해군이다.

## 역사
프랑스 지역에서 활동하던 미국 프랑스 해군(United States Naval Forces, France)의 후신 조직으로 기능을 이전받아 1944년 12월 15일에 창설되었다.
나치 독일이 점령되고 1945년 7월 3일까지 스코틀랜드 로스네스에 본부를 두고 있다가 프랑크푸르트으로 옮겼고 군수, 관리, 작전을 지원할 후방본부는 런던에 두었다. 7월 14일에 연합원정군 최고본부(SHAEF)의 해산으로 주독 미국 해군은 미국 유럽작전전구군 휘하로 전속되어 작전 통제를 받게 되었고, 독일 군정 임무를 수행하였다.
항복한 독일을 포함한 추축군 해군 병력 관리, 항구를 드나드는 화물을 감독하고, 파괴된 항구와 건조 및 정비시설과 연합군고 추축군의 함정을 수리하였다.
1951년 4월 21일 본부를 베를린에서 하이델베르크 캠벨 막사로 옮겼다. 1952년 6월 14일에 주유 미국 해군의 예하사령부이자 CTF-104로 지정되었다.
1957년 6월 20일에 해체되었다.

## 구성

### 상위부대
- 연합원정군 최고본부(SHAEF); 1944년 12월 15일 ~ 1945 7월 14일
- 주유 미국 해군(USNAVEUR); 1945년 7월 14일 ~ 1957년 6월 20일

### 편성
- 본부중대
- 브레머하펜 전진기지(AdvBase)
  - 베저강 순찰대
  - 근무부대
  - 수리부대
  - 기뢰소해대응부대
    - 제1, 2기뢰전대

  - 제7교신부대
- 라인강 순찰대; März 1949년 3월 ~ 1958년 6월 30일, 해산
  - M, S, K부대
- 포츠담 임무대
- 베를린 첩보분견대
  - 프랑크푸르트 지부국
  - 브레멘-브레머하펜 지부국
  - 뮌헨 지부국
- 해군항공대

## 사진첩

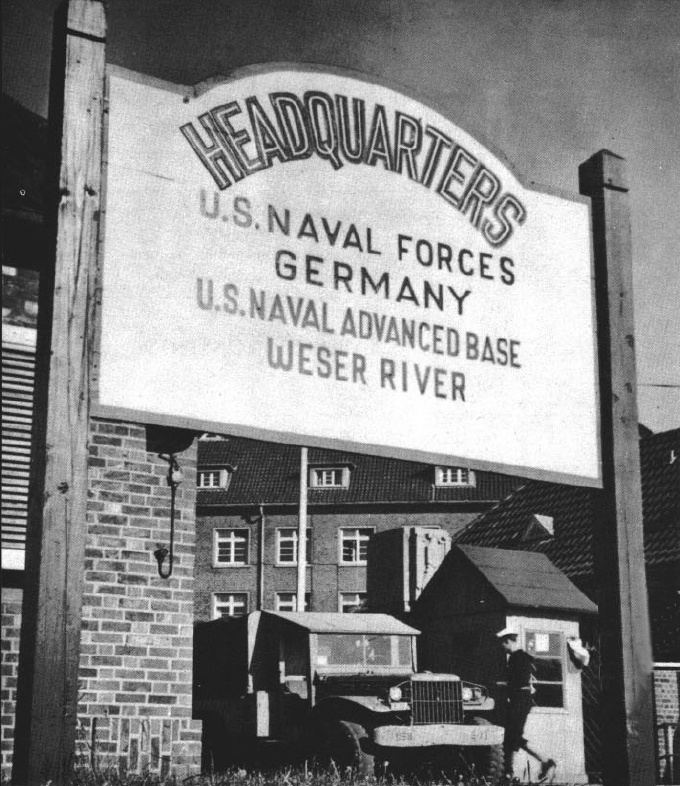
1948년에 촬영된 브레머하펜 베저 강변에 있는 주독 미국 해군의 전진기지
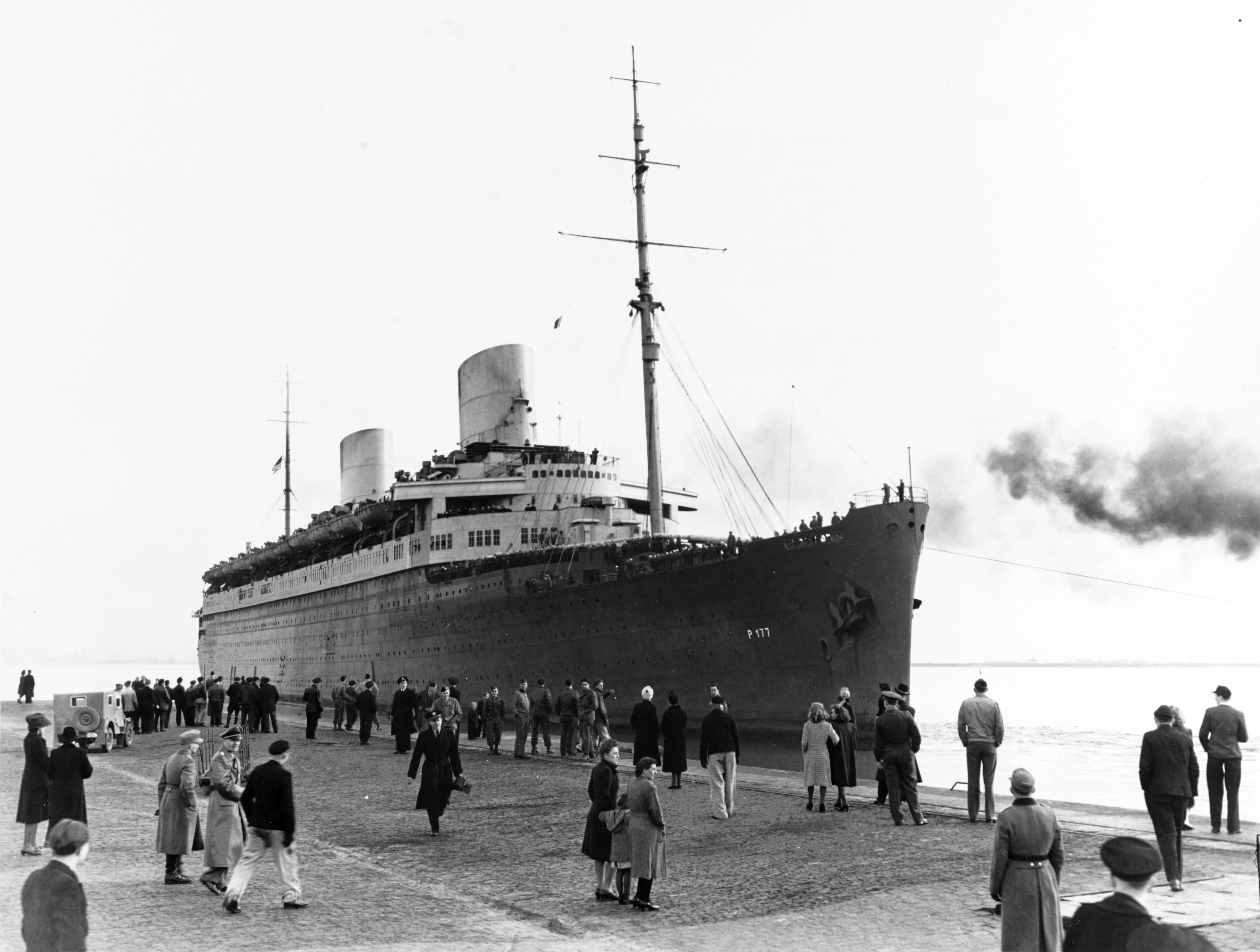
1946년 3월 브레머하펜에 정박한 USS 유로파 (AP-177)
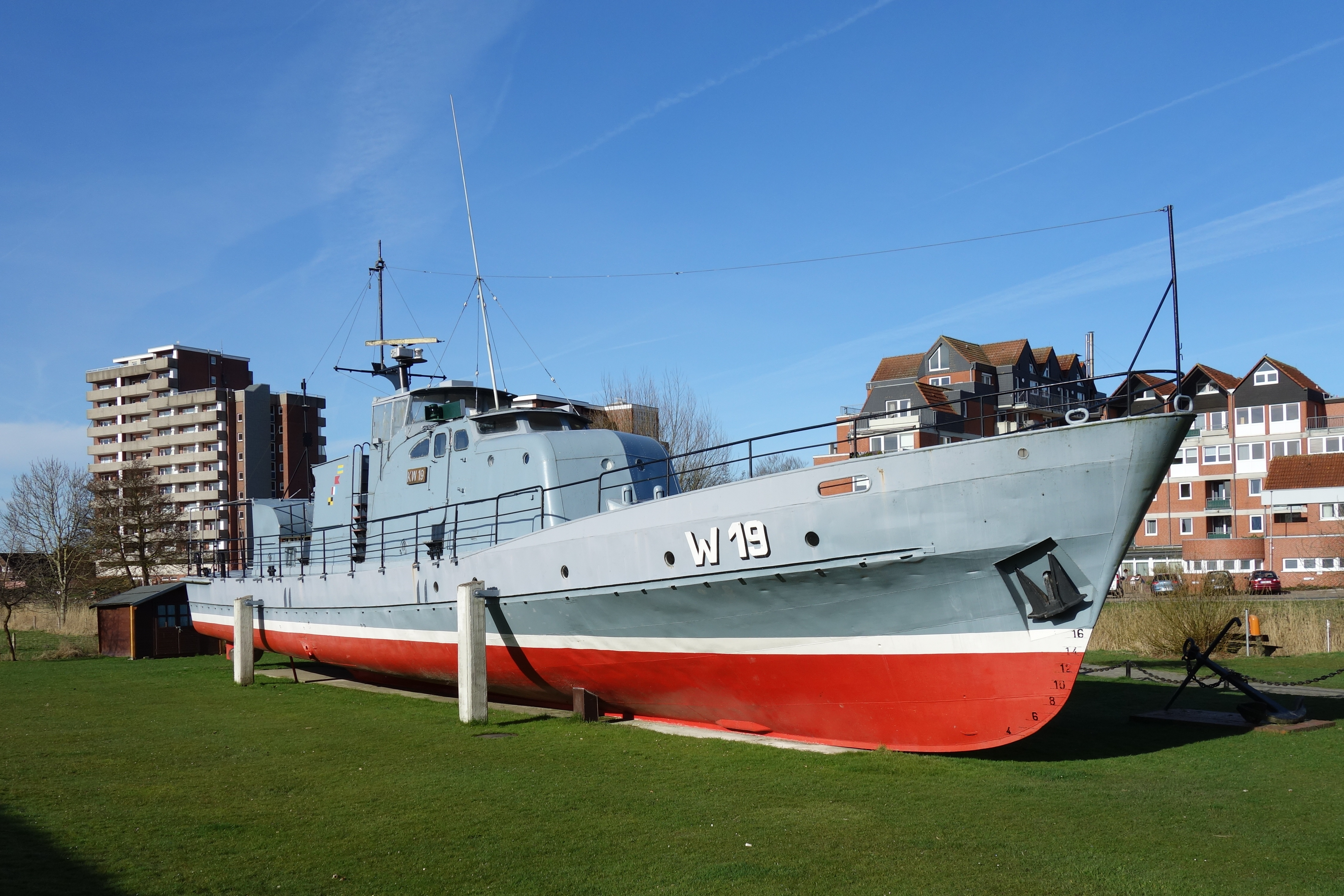
니더작센 주의 해안 리조트에 전시된 옛 "KW 19" 순찰정, 2017년 3월 25일 촬영

## 참고
- “US Naval Forces Germany”. 《usarmygermany.com》 (영어). 2021년 7월 4일에 원본 문서에서 보존된 문서. 2017년 11월 30일에 확인함.